# Georg Wilhelm von Willich
Georg Wilhelm von Willich (* 8. Juli 1718 in Celle; † 5. März 1792 ebenda) war Vizepräsident des Oberappellationsgerichts Celle. Er war der Schwiegervater von Albrecht Daniel Thaer.

## Leben
Er entstammte der brandenburgischen Familie Willich und war der Sohn des Celler Landphysikus Friedrich Wilhelm Willich (1683–?) und der Gertrud Elisabeth von Bilderbeck. Willich wurde am 21. März 1765 in Wien in den Reichsadelsstand erhoben und erhielt am 1. Juli 1766 auch die braunschweigisch-lüneburgische Anerkennung seines Adels.
Willich studierte im Jahr 1738 Rechtswissenschaft an der Universität Göttingen und trat in diesem Jahr der gerade dort gegründeten „Deutschen Gesellschaft“ bei (auch: „Göttinger Gesellschaft“). Er begann seine Berufslaufbahn als Sekretär an der königlichen Justizkanzlei seiner Heimatstadt, als der er auch 1748 noch immer als Mitglied der „Deutschen Gesellschaft“ erwähnt wird. Danach wurde er von den Landständen der Grafschaft Hoya zu deren Syndikus und Rechtsberater der Hoyaschen Landschaft in Nienburg/Weser bestellt. In dieser Funktion begleitete später die gesamten Verhandlungen zwischen der Calenberger und der Hoyaschen Landschaft sowie der kurfürstlichen Regierung in Hannover bezüglich der Zusammenarbeit in der Feuerversicherung. Im Jahr 1759 wurde er zum kurfürstlich braunschweig-lüneburgischer Oberappellationsrat ernannt und 1786 zum zweiten Vizepräsident des Oberappellationsgerichts befördert. Dieses Amt hatte er bis 1791 inne.
Willich heiratete Dorothea Elisabeth Dietrichs. Beider Tochter Philippine verlobte sich 1785 mit dem Stadtphysikus und Hofmediziner Albrecht Thaer (1752–1828), nachdem er sie von schwerer Krankheit geheilt hatte, und heiratete ihn im Jahr 1786. Die Tochter Henriette (1755–1782) heiratete den Juristen Georg Ernst von Rüling und starb früh an Schwindsucht. Nach ihrem Tod wurde sie durch ihr Grab, das „Geöffnete Grab“ auf dem hannoverschen Gartenfriedhof, bekannt.